# Illustrationes Florae Novae Hollandiae

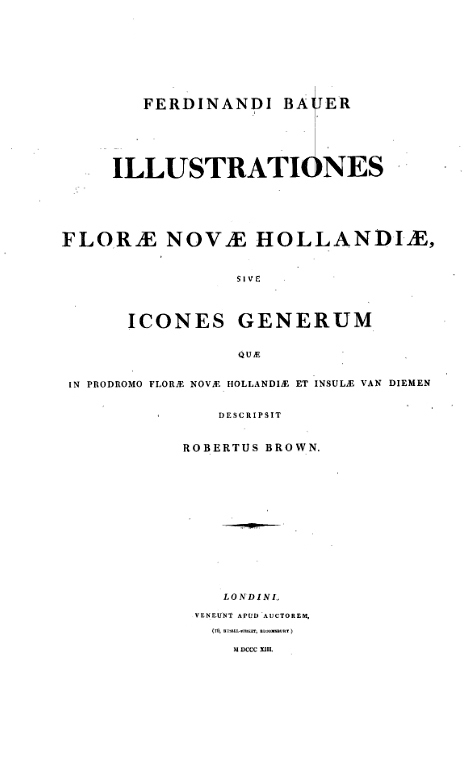
Frontispicio

Illustrationes florae Novae Hollandiae es una publicación de 1813 de ilustraciones botánicas editadas por Ferdinand Bauer.

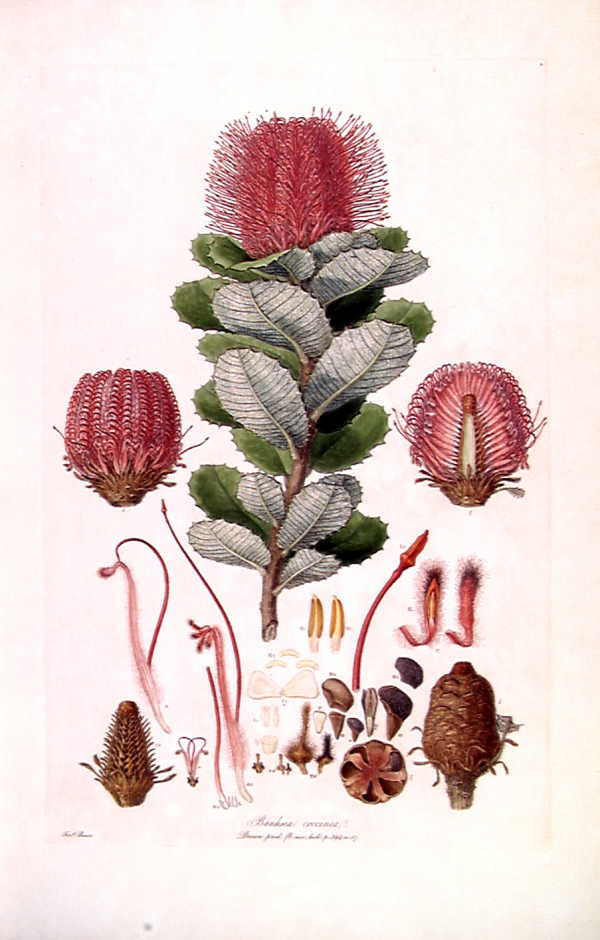
Plate III: Banksia coccinea

'Bauer fue el ilustrador científico a bordo del buque Investigator durante la exploración de Matthew Flinders en Australia, y como tal trabajó en estrecha colaboración con la expedición del naturalista Robert Brown. Cuando estos hombres regresaron a Inglaterra en 1805, trajeron con ellos miles de ejemplares y cientos de bocetos. Inicialmente, tenían previsto publicar un trabajo de gran escala, con el título de Illustrationes florae Novae Hollandiae, pero esta aventura fracasó y Brown decidió publicar sus descripciones científicas por separado, en Transactions of the Linnean Society of London, y más tarde su propia Prodromus Florae Novae Hollandiae et Insulae Van Diemen. Bauer a continuación se comprometió a publicar una obra menor por sí mismo, con Brown proporcionando el texto que se limita a un breve prefacio y algunos subtítulos.
Inusualmente, Bauer no sólo hizo todas las ilustraciones, sino también los grabados de las plantas y las ilustraciones coloreadas a mano. Era extremadamente raro que un solo artista realizara las tres funciones, se dice que Bauer hizo el mismo el grabado, porque no encontraba un buen grabador, y porque sus obras anteriores fueron decepcionantes debido a la incompetencia del grabado.
Tres temas de Illustrationes florae Novae Hollandiae fueron publicados, todos ellos en 1813. Estas tres ediciones totalizaron quince placas y XVI fue obligado a realizar algunas copias. La publicación luego cesó, probablemente debido a que la empresa fue un fracaso financiero. Se estima que se vendieron menos de cincuenta copias de la obra y algunas de ellos eran incoloras. Por tanto, es ahora un libro extremadamente raro. En 1997, una copia se vendió en Christie's por $ 57.000.